# Eugenes
Eugenes ou Eugenetes foi um oficial romano do final do século V e começo do VI, ativo no Reino Ostrogótico no reinado do rei Teodorico, o Grande (r. 474–526).

## Vida

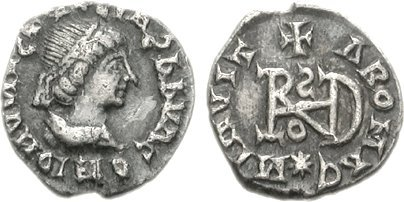
Síliqua de r.

As origens de Eugenes são incertas. Tinha um irmão, cujo nome é desconhecido, mas talvez era Olíbrio, pois foram co-destinatários de uma carta de Enódio do verão de 503; outra carta, de 504, foi enviada a Eugenes para lamentar a morte de seu irmão. Era orador capaz e lembrado por seus interesses literários, bem como foi um bem-sucedido advogado. Em 506, provavelmente em sucessão de Fausto, foi questor do palácio sagrado para o rei Teodorico, o Grande (r. 474–526). Deixou o ofício no fim do ano (na epístola IV.32 de Enódio foi repreendido por não escrever, embora agora já estivesse livre dos afazeres do ofício) e em 507 era mestre dos ofícios do Ocidente; recebeu a epístola I.12 de Cassiodoro (507/511) na qual o informou sua nomeação. Provavelmente foi sucedido por Agnelo em 508.
Eugênio foi destinatário de várias cartas de Enódio de 503 a 508: I.25 (verão de 503), III.2, III.25 e III.29 (504), IV.26 e IV.30 (começo de 506), IV.32 (506), V.27 (começo de 507), VI.12 (começou de 508), VI.22 (verão de 508). Além disso foi assunto de um dos poemas de Enódio, Dictio data Deuterio v.s. grammatico nomine ipsius Eugeneti v.i. mittenda, do começo e 506.